# Trigona
Trigona Jurine, 1807 è un genere di imenotteri della famiglia Apidae.
È il genere più numeroso della tribù Meliponini, le cosiddette "api senza pungiglione". Tale appellativo è in realtà improprio, poiché gli esemplari della tribù Meliponini sono effettivamente dotati di pungiglione, il quale è però di dimensioni talmente ridotte da non essere più uno strumento di attacco. 

## Distribuzione e habitat
Il genere Trigona è diffuso nell'ecozona neotropicale, dal Messico all'Argentina, nell'ecozona orientale, 
dall'India e da Sri Lanka sino a Taiwan, e nell'ecozona australasiana, dall'Indonesia sino alla Nuova Guinea, alle isole Salomone e all'Australia.
Vive sia nelle foreste che nelle savane, ma anche nelle zone urbane. 

## Biologia
Sono attive tutto l'anno, ma il freddo riduce la loro attività. Il loro alveare, composto della resina che raccolgono dalle piante e dalla cera che producono, si può trovare sottoterra, all'interno di tronchi cavi e sui rami degli alberi.
Alcune specie di Trigona usano la saliva per lasciare ai membri dell'alveare un percorso verso una fonte di cibo. Inoltre pare che siano in grado di intercettare le "conversazioni" di esemplari di altri alveari e le usino per rintracciare le loro fonti di cibo.
Tre specie di Trigona, T. crassipes, T. hypogea e T. necrophaga, hanno l'insolita caratteristica di essere necrofaghe obbligate; per questo motivo le tre specie sono chiamate, in inglese, vulture bees ("api avvoltoio").

## Tassonomia
Il genere è suddiviso nei seguenti sottogeneri:
- Duckeola (2 specie)
- Frieseomelitta (10 spp.)
- Geotrigona (16 spp.)
- Heterotrigona (36 spp.)
- Homotrigona (1 sp.)
- Lepidotrigona (4 spp.)
- Papuatrigona (1 sp.)
- Tetragona (16 spp.)
- Tetragonisca (4 spp.)
- Trigona (30 spp.)

## Curiosità
L'impossibilità di pungere di Trigona è sfruttata dagli Aborigeni australiani per l'approvvigionamento di miele. Uno dei metodi tradizionali è quello di catturare un esemplare, legargli addosso una piccola fibra colorata che lo renda visibile in volo, dopodiché è sufficiente seguirlo fino all'alveare.